# Danh sách loài thú Việt Nam

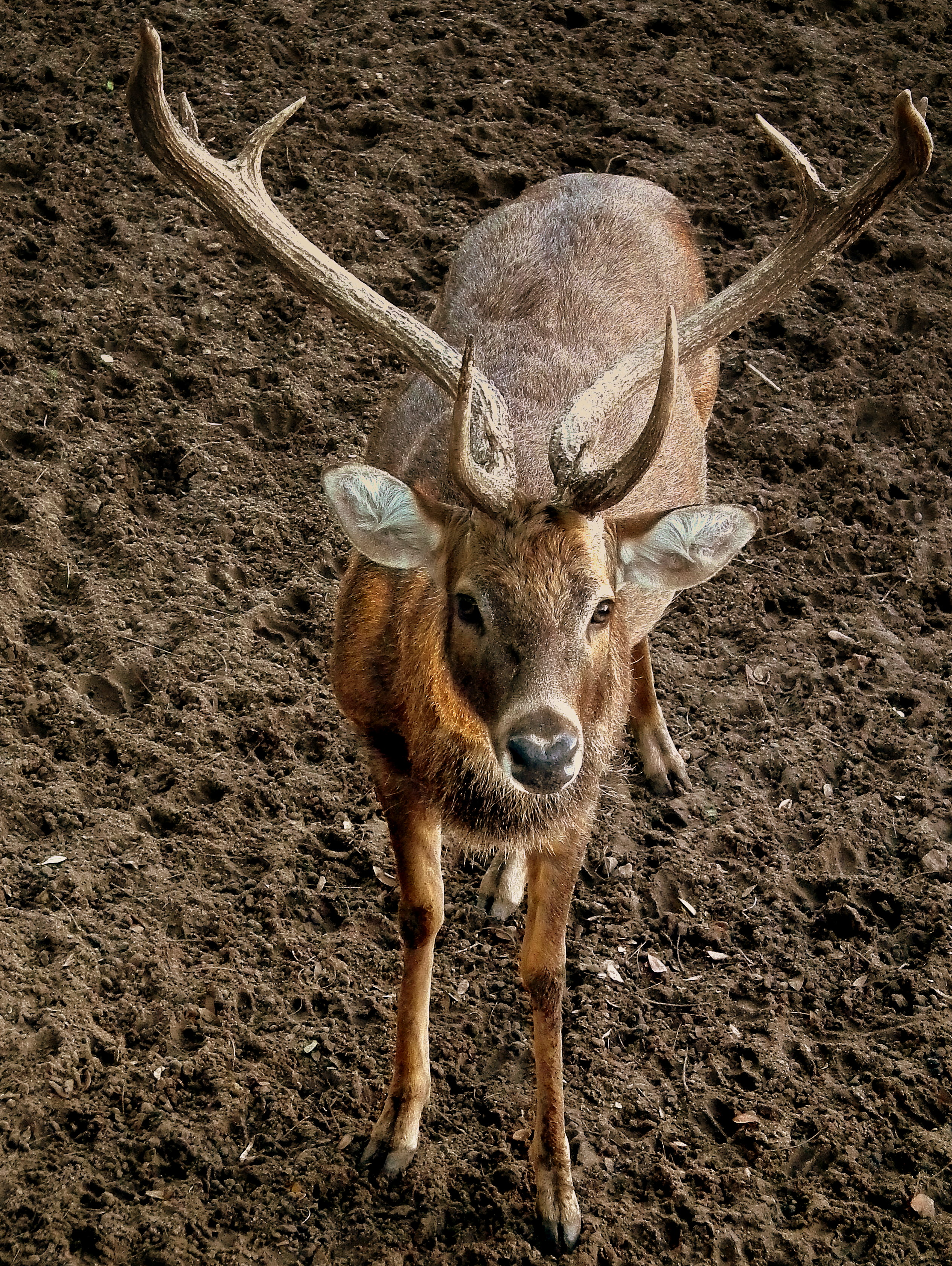
Một con nai đen tại Thảo cầm viên Sài Gòn, nai là loài thú phổ biến ở Việt Nam

Thú là nhóm động vật có xương sống được biết rõ nhất ở Việt Nam, sau chim. Nhiều loài, đặc biệt là những loài có kính thước cơ thể nhỏ, là loài hoạt động ban đêm, hoặc là sống trên cây hoặc là sống dưới mặt đất và dựa vào ngụy trang và tập tính để tránh động vật ăn thịt. Cho đến nay, hơn 231 loài thú đã được thống kê ở Việt Nam, trong đó có 7 loài thú mới được mô tả, hầu hết chúng là các loài có kích thước lớn thuộc các nhóm hươu và linh trưởng.

## Bộ:Proboscidea(Voi)
- Họ: Elephantidae (Họ nhà voi)
  - Chi: Elephas
    - Voi châu Á (Elephas maximus) EN
      - Voi Ấn Độ (Elephas maximus indicus) EN
        - Voi Việt Nam: Đang tranh cãi về phân loài

## Bộ:Sirenia(Bò biển)
- Họ: Dugongidae (Họ bò biển hay họ cá cúi)
  - Chi: Dugong (Cá cúi)
    - Cá cúi hay còn gọi là bò biển, hải ngưu (Dugong dugon) VU

## Bộ:Scandentia(Thú nhiều răng)
- Họ: Tupaiidae (Chuột chù cây)
  - Chi: Dendrogale
    - Nhen (Dendrogale murina) LR/lc

  - Chi: Tupaia
    - Đồi (Tupaia belangeri) LR/lc

## Bộ:Dermoptera(Chồn bay)
- Họ: Cynocephalidae (Cầy bay)
  - Chi: Cynocephalus
    - Chồn bay Sunda (Galeopterus variegatus) LR/lc

## Bộ:Primates(Linh trưởng)
- Siêu Bộ: Strepsirrhini (Linh trưởng mũi ướt hay bộ bán hầu)
  - Cận Bộ: Lemuriformes 
    - Siêu Họ: Lorisoidea
      - Họ: Lorisidae (Cu li)
        - Chi: Nycticebus
          - Cu li lớn (Nycticebus bengalensis) DD
          - Cu li nhỏ (Nycticebus pygmaeus) VU
- Phân Bộ: Haplorhini
  - Cận Bộ: Simiiformes (Bộ khỉ hầu)
    - Tiểu Bộ: Catarrhini
      - Siêu Họ: Cercopithecoidea
        - Họ: Cercopithecidae (Khỉ Cựu thế giới)
          - Chi: Macaca (khỉ đuôi dài, khỉ Mắc-ca)
            - Khỉ cộc (Macaca arctoides) VU
            - Khỉ mốc (Macaca assamensis) VU
              - Khỉ mốc miền Đông (Macaca assamensis assamensis)

            - Khỉ đuôi dài (Macaca fascicularis) LR/nt
              - Khỉ đuôi dài (Macaca fascicularis fascicularis): Phân bố ở miền Nam Việt Nam
              - Khỉ đuôi dài Côn Đảo (Macaca fascicularis condorensis): Phân bố giới hạn ở Côn Đảo

            - Khỉ đuôi lợn Bắc (Macaca leonina) VU
            - Khỉ Rhesus (Macaca mulatta) LR/nt
              - Khỉ vàng (Macaca mulatta siamica)

          - Siêu Họ: Colobinae
            - Chi: Trachypithecus (Voọc)
              - Voọc quần đùi trắng: Trachypithecus delacouri CR
              - Voọc đen tuyền: Trachypithecus ebenus
              - Voọc đen má trắng: Trachypithecus francoisi VU
              - Voọc bạc (Trachypithecus germaini) EN
                - Voọc bạc Đông Dương (Trachypithecus germaini caudalis)

              - Voọc Hà Tĩnh (Trachypithecus hatinhensis) EN
              - Voọc xám (Trachypithecus phayrei) EN
                - Voọc xám Đông Dương (Trachypithecus phayrei crepusculus) hay Trachypithecus crepusculus

              - Voọc Trachypithecus poliocephalus CR
                - Voọc Cát Bà (Trachypithecus poliocephalus poliocephalus) DD

            - Chi: Pygathrix (Chà vá)
              - Chà vá chân xám (Pygathrix cinerea) CR
              - Chà vá chân đỏ (Pygathrix nemaeus) EN
              - Chà vá chân đen (Pygathrix nigripes) EN

            - Chi: Rhinopithecus (Voọc mũi hếch)
              - Cà đác (Rhinopithecus avunculus) CR

      - Siêu Họ: Hominoidea
        - Họ: Hylobatidae (Vượn)
          - Chi: Nomascus (Vượn mào)
            - Vượn đen tuyền (Nomascus concolor) EN
            - Vượn đen má vàng Nam (Nomascus gabriellae) VU
            - Vượn đen má trắng Bắc (Nomascus leucogenys) DD
            - Vượn đen Đông Bắc (Nomascus nasutus) CR
            - Vượn đen má hung Trung Bộ (Nomascus annamensis)
            - Vượn đen má trắng Siki (Nomascus siki) EN

## Bộ:Rodentia(Gặm nhấm)
- Phân Bộ: Hystricognathi
  - Họ: Hystricidae (Nhím Cựu thế giới)
    - Chi: Atherurus
      - Nhím đuôi dài hay còn gọi là Don (Atherurus macrourus) LR/lc

    - Chi: Hystrix
      - Nhím đuôi ngắn (Hystrix brachyura) VU
        - Nhím bờm (Hystrix brachyura subcristata)
- Phân bộ: Hystricomorpha (Nhím lông)
  - Họ: Diatomyidae
    - Chi: Laonastes
      - Chuột núi Lào (Laonastes aenigmamus)
- Phân Bộ: Sciurognathi
  - Họ: Sciuridae (Sóc)
    - Siêu Họ: Ratufinae (Sóc lớn phương Đông)
      - Chi: Ratufa
        - Sóc lớn đen (Ratufa bicolor) LR/lc

    - Siêu Họ: Sciurinae (Sóc ngắn)
      - Bộ: Pteromyini (Sóc bay)
        - Chi: Belomys
          - Sóc bay lông tai (Belomys pearsonii) LR/nt

        - Chi: Hylopetes
          - Sóc bay đen trắng (Hylopetes alboniger) EN
          - Sóc bay má xám (Hylopetes lepidus) LR/lc
          - Sóc bay nhỏ (Hylopetes phayrei) LR/lc
          - Sóc bay bé (Hylopetes spadiceus) LR/lc

        - Chi: Petaurista
          - Sóc bay sao (Petaurista elegans) LR/lc

    - Siêu Họ: Callosciurinae (Sóc màu)
      - Chi: Callosciurus
        - Sóc mun (Callosciurus finlaysonii) LR/lc
        - Callosciurus inornatus LR/lc
        - Sóc sọc hông bụng xám (Callosciurus nigrovittatus) LR/lc

      - Chi: Dremomys
        - Sóc má vàng (Dremomys pernyi) LR/lc
        - Dremomys pyrrhomerus LR/lc
        - Sóc mõm hung (Dremomys rufigenis) LR/lc

      - Chi: Menetes
        - Sóc vằn lưng (Menetes berdmorei) LR/lc

      - Chi: Sundasciurus
        - Sóc đuôi ngựa (Sundasciurus hippurus) LR/lc

      - Chi: Tamiops (sóc chuột châu Á)
        - Tamiops macclellandi LR/lc
        - Sóc chuột Hải Nam (Tamiops maritimus) LR/lc
        - Sóc chuột Campuchia (Tamiops rodolphii) LR/lc
        - Sóc chuột Swinhoe (Tamiops swinhoei) LR/lc

  - Họ: Platacanthomyidae (Chuột gai)
    - Chi: Typhlomys
      - Typhlomys chapensis CR

  - Họ: Spalacidae (Dúi)
    - Phân Họ: Rhizomyinae
      - Chi: Rhizomys
        - Dúi mốc lớn (Rhizomys pruinosus) LR/lc
        - Dúi mốc nhỏ (Rhizomys sinensis) LR/lc
        - Dúi má đào (Rhizomys sumatrensis) LR/lc

      - Chi: Cannomys
        - Dúi nâu (Cannomys badius) LC

  - Họ: Muridae (họ hàng nhà chuột)
    - Siêu Họ: Murinae
      - Chi: Bandicota
        - Bandicota indica LR/lc
        - Bandicota savilei LR/lc

      - Chi: Berylmys
        - Berylmys berdmorei LR/lc
        - Berylmys bowersi LR/lc
        - Berylmys mackenziei LR/lc

      - Chi: Chiromyscus
        - Chuột nhắt cây (Chiromyscus chiropus) LR/lc

      - Chi: Chiropodomys
        - Chiropodomys gliroides LR/lc

      - Chi: Hapalomys
        - Hapalomys delacouri LR/nt

      - Chi: Leopoldamys
        - Leopoldamys edwardsi LR/lc
        - Leopoldamys sabanus LR/lc

      - Chi: Maxomys
        - Maxomys moi LR/lc
        - Maxomys surifer LR/lc

      - Chi: Mus (Chuột nhắt)
        - Mus caroli LR/lc
        - Mus cervicolor LR/lc
        - Mus cookii LR/lc
        - Mus pahari LR/lc
        - Mus shortridgei LR/lc

      - Chi: Niviventer
        - Chuột hươu bé (Niviventer fulvescens) LR/lc
        - Niviventer langbianis LR/lc
        - Niviventer tenaster LR/lc

      - Chi: Rattus (chuột đồng, chuột cống)
        - Chuột đồng lớn (Rattus argentiventer) LR/lc
        - Chuột lắt (Rattus exulans) LR/lc
        - Chuột đồng nhỏ (Rattus losea) LR/lc
        - Chuột bóng (Rattus nitidus) LR/lc
        - Chuột đồng núi cao (Rattus osgoodi) LR/lc
        - Rattus sikkimensis VU
        - Chuột nhà châu Á (Rattus tanezumi) LR/lc

      - Chi: Vandeleuria
        - Chuột nhắt cây (Vandeleuria oleracea) LR/lc

## Bộ:Lagomorpha(Bộ Thỏ)
- Họ: Leporidae (thỏ rừng và thỏ đồng)
  - Chi: Nesolagus
    - Thỏ vằn Trường Sơn (Nesolagus timminsi) DD

  - Chi: Lepus (thỏ đồng)
    - Thỏ nâu (Lepus peguensis) LR/lc
    - Thỏ rừng Trung Hoa (Lepus sinensis) LR/lc

## Bộ:Erinaceomorpha(Nhím chuột)
- Họ: Erinaceidae (Nhím chuột)
  - Phân Họ: Galericinae
    - Chi: Hylomys
      - Dím đuôi dài (Hylomys sinensis) LR/nt
      - Chuột voi đồi (Hylomys suillus) LR/lc

## Bộ:Soricomorpha(Chuột chù)
- Họ: Soricidae (Chuột chù)
  - Phân Họ: Crocidurinae
    - Chi: Crocidura (Chuột xạ)
      - Crocidura annamitensis
      - Crocidura attenuata LR/lc
      - Chuột chù Đông Nam Á (Crocidura fuliginosa) LR/lc
      - Crocidura guy
      - Chuột chù Đông Dương (Crocidura indochinensis)
      - Chuột chù Kẻ Gỗ (Crocidura kegoensis)
      - Chuột chù Phan Lương (Crocidura phanluongi)
      - Crocidura phuquocensis
      - Crocidura sokolovi
      - Crocidura wuchihensis
      - Crocidura zaitsevi

    - Chi: Suncus
      - Chuột chù nhà (Suncus murinus) LR/lc

  - Phân Họ: Soricinae
    - Tông: Anourosoricini
      - Chi: Anourosorex
        - Chuột chù cộc (Anourosorex squamipes) LR/lc

    - Tông: Blarinellini
      - Chi: Blarinella
        - Blarinella griselda

    - Tông: Nectogalini
      - Chi: Chimarrogale
        - Chuột chù nước miền Bắc (Chimarrogale himalayica) LR/lc

      - Chi: Soriculus
        - Soriculus leucops LR/lc
        - Soriculus macrurus LR/lc
        - Soriculus parca LR/lc
- Họ: Talpidae (Chuột chũi)
  - Phân Họ: Talpinae
    - Tông: Talpini
      - Chi: Euroscaptor
        - Euroscaptor grandis LR/lc
        - Euroscaptor micrura LR/lc
        - Euroscaptor parvidens CR

## Bộ:Chiroptera(Dơi)
- Họ: Pteropodidae (Dơi quạ)
  - Phân Họ: Pteropodinae
    - Chi: Cynopterus
      - Dơi chó tai ngắn (Cynopterus brachyotis) LR/lc
      - Dơi chó Ấn (Cynopterus sphinx) LR/lc

    - Chi: Megaerops
      - Megaerops ecaudatus LR/lc
      - Dơi quả cụt đuôi (Megaerops niphanae) LR/lc

    - Chi: Pteropus (Chi dơi quạ)
      - Dơi ngựa bé Pteropus hypomelanus LR/lc
      - Dơi ngựa Thái Lan (Pteropus lylei) LR/lc

    - Chi: Rousettus
      - Dơi ngựa đuôi lớn (Rousettus amplexicaudatus) LR/lc
      - Rousettus leschenaulti LR/lc

  - Phân Họ: Macroglossinae
    - Chi: Macroglossus
      - Macroglossus minimus LR/lc
      - Dơi mật hoa lớn (Macroglossus sobrinus) LR/lc
- Họ: Vespertilionidae (Dơi muỗi)
  - Phân Họ: Kerivoulinae
    - Chi: Kerivoula
      - Kerivoula papillosa LR/lc
      - Dơi mũi nhẵn đốm vàng (Kerivoula picta) LR/lc

  - Phân Họ: Myotinae
    - Chi: Myotis
      - Myotis adversus LR/lc
      - Myotis chinensis LR/lc
      - Myotis hasseltii LR/lc
      - Dơi tai cánh ngắn (Myotis horsfieldii) LR/lc
      - Myotis longipes VU
      - Dơi tai chân nhỏ (Myotis muricola) LR/lc
      - Dơi tai sọ cao (Myotis siligorensis) LR/lc
      - Myotis annamiticus

  - Phân Họ: Vespertilioninae
    - Chi: Hypsugo
      - Hypsugo cadornae LR/nt
      - Hypsugo pulveratus LR/nt
      - Hypsugo dolichodon (phát hiện năm 2014)

    - Chi: Ia
      - Dơi io (Ia io) LR/nt

    - Chi: Nyctalus
      - Nyctalus noctula LR/lc

    - Chi: Pipistrellus
      - Pipistrellus ceylonicus LR/lc
      - Pipistrellus javanicus LR/lc
      - Pipistrellus paterculus LR/nt
      - Pipistrellus tenuis LR/lc

    - Chi: Scotomanes
      - Dơi đốm hoa (Scotomanes ornatus) LR/nt

    - Chi: Scotophilus
      - Scotophilus heathi LR/lc

  - Phân Họ: Murininae
    - Chi: Murina
      - Dơi mũi ống tai tròn (Murina cyclotis) LR/lc
      - Murina huttoni LR/nt
      - Dơi mũi ống lông chân (Murina tubinaris) LR/lc
      - Dơi mũi ống Kon Tum (Murina kontumensis) - Mới phát hiện năm 2016

  - Phân họ: Miniopterinae
    - Chi: Miniopterus
      - Dơi cánh khiên (Miniopterus magnater) LR/lc
      - Miniopterus pusillus LR/lc
      - Miniopterus schreibersii LC
- Họ: Molossidae
  - Chi: Chaerephon
    - Chaerephon plicata LR/lc
- Họ: Emballonuridae (Họ dơi bao)
  - Chi: Taphozous
    - Dơi bao đuôi nâu đen (Taphozous melanopogon) LR/lc
    - Dơi bao đuôi đen (Taphozous theobaldi) LR/lc
- Họ: Megadermatidae (họ Dơi ma hay còn gọi là dơi ma cà rồng)
  - Chi: Megaderma
    - Dơi ma bắc (Megaderma lyra) LR/lc
    - Dơi ma Nam (Megaderma spasma) LR/lc
- Họ: Rhinolophidae (Dơi lá mũi)
  - Phân Họ: Rhinolophinae
    - Chi: Rhinolophus
      - Dơi lá đuôi (Rhinolophus affinis) LR/lc
      - Dơi lá Sa đen (Rhinolophus borneensis) LR/lc
      - Rhinolophus luctus LR/lc
      - Dơi lá tai dài (Rhinolophus macrotis) LR/lc
      - Dơi lá mũi phẳng (Rhinolophus malayanus) LR/lc
      - Dơi lá rẻ quạt (Rhinolophus marshalli) LR/nt
      - Dơi lá quạt (Rhinolophus paradoxolophus) VU
      - Rhinolophus pearsoni LR/lc
      - Rhinolophus rouxi LR/lc
      - Rhinolophus sinicus LR/lc
      - Dơi lá Nam Á (Rhinolophus stheno) LR/lc
      - Dơi lá nâu (Rhinolophus subbadius) DD
      - Dơi lá Thomas (Rhinolophus thomasi) LR/nt

  - Phân Họ: Hipposiderinae
    - Chi: Aselliscus
      - Dơi nếp mũi ba lá (Aselliscus stoliczkanus) LR/lc
      - Dơi mũi ba lá Đông Bắc (Aselliscus dongbacana)- Mới phát hiện năm 2016

    - Chi: Coelops
      - Dơi thuỳ không đuôi (Coelops frithii) LR/lc

    - Chi: Hipposideros (Dơi nếp mũi)
      - Dơi nếp mũi quạ (Hipposideros armiger) LR/lc
      - Dơi mũi tro Hipposideros ater LR/lc
      - Dơi nếp mũi lông đen (Hipposideros cineraceus) LR/lc
      - Dơi mũi lớn (Hipposideros diadema) LR/lc
      - Hipposideros fulvus LR/lc
      - Dơi nếp mũi xám (Hipposideros larvatus) LR/lc
      - Dơi mũi Pratt (Hipposideros pratti) LR/nt
      - Dơi mũi nhỏ Hipposideros turpis EN

    - Chi: Paracoelops
      - Dơi thùy tai to Paracoelops megalotis CR

## Bộ:Pholidota(Tê tê)
- Họ: Manidae
  - Chi: Manis
    - Tê tê Java (Manis javanica) LR/nt
    - Tê tê vàng (Manis pentadactyla) LR/nt

## Bộ:Cetacea(Cá voi)
- Phân bộ: Odontoceti (Cá voi có răng)
  - Siêu họ: Platanistoidea
    - Họ: Phocoenidae (Cá heo chuột)
      - Chi: Neophocaena
        - Cá heo không vây (Neophocaena phocaenoides) DD

    - Họ: Kogiidae
      - Chi: Kogia
        - Cá nhà táng lùn (Kogia sima) LR/lc

    - Họ: Ziphidae (Họ Cá voi mõm khoằm)
      - Phân Họ: Hyperoodontinae
        - Chi: Mesoplodon
          - Cá voi mõm khoằm Blainville (Mesoplodon densirostris) DD

    - Họ: Delphinidae (Cá heo đại dương)
      - Chi: Sousa
        - Cá heo lưng bướu Thái Bình Dương (Sousa chinensis) DD

      - Chi: Tursiops
        - Cá heo mũi chai Ấn Độ Dương (Tursiops aduncus) DD

      - Chi: Stenella
        - Cá heo Spinner (Stenella longirostris) LR/cd

      - Chi: Delphinus (Cá heo mỏ)
        - Cá heo mõm dài (Delphinus capensis) LR/lc

      - Chi: Lagenodelphis 
        - Cá heo Fraser (Lagenodelphis hosei) DD

      - Chi: Grampus
        - Cá heo Risso (Grampus griseus) DD

      - Chi: Peponocephala
        - Cá voi đầu dưa (Peponocephala electra) LR/lc

      - Chi: Feresa
        - Cá heo voi lùn (Feresa attenuata) DD

      - Chi: Orcinus
        - Cá heo voi (Orcinus orca) LR/cd

      - Chi Pseudorca
        - Cá ông chuông (Pseudorca crassidens)

      - Chi: Orcaella
        - Cá nược (Orcaella brevirostris) DD

## Bộ:Carnivora(Thú ăn thịt)
- Phân Bộ: Feliformia (thú dạng mèo)
  - Họ: Felidae (họ nhà Mèo)
    - Phân Họ: Felinae (mèo nhỏ)
      - Chi: Catopuma

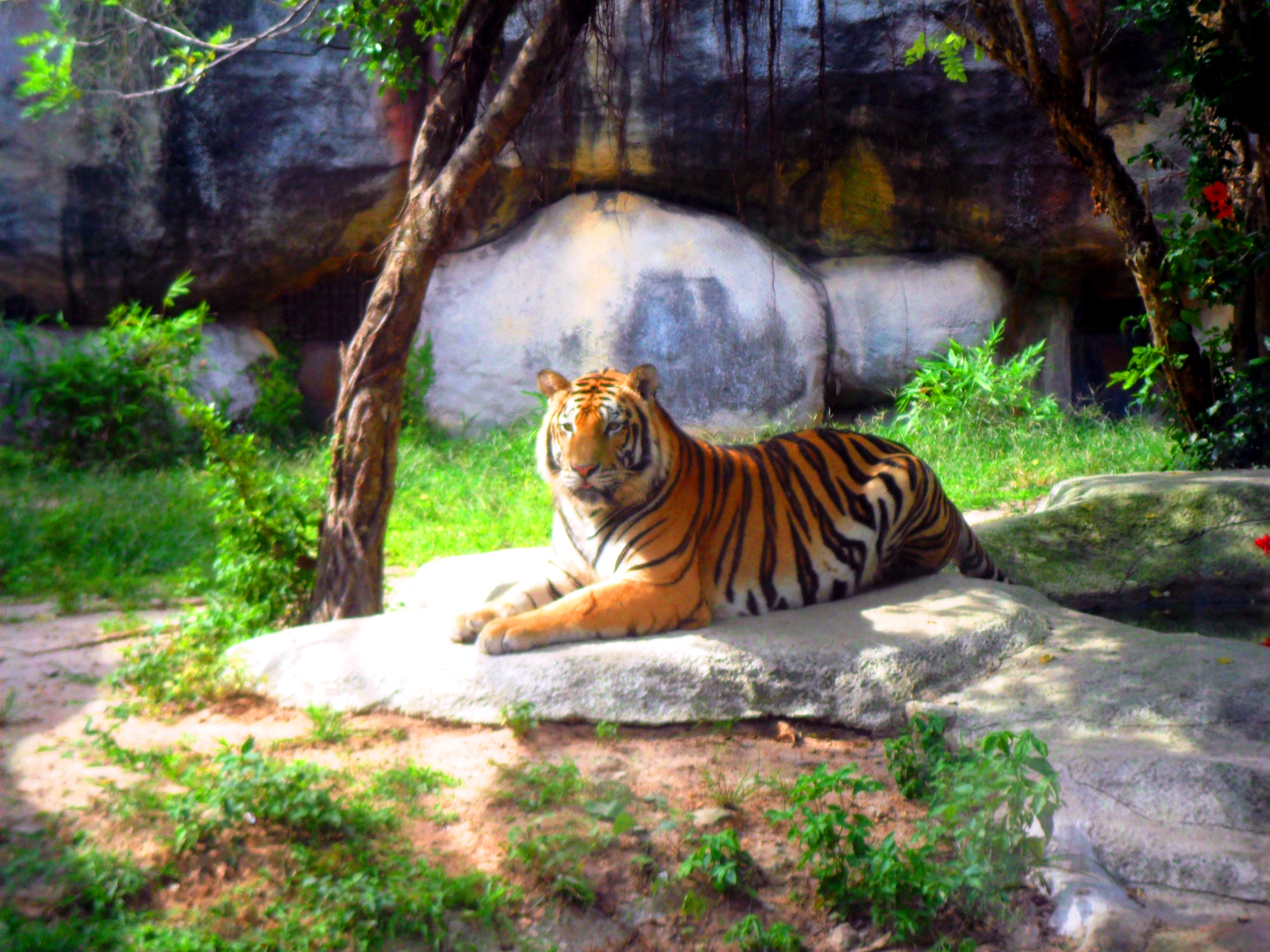
Hổ Đông Dương

        - Báo lửa (Catopuma temminckii) VU

      - Chi: Felis (chi mèo)
        - Mèo ri (Felis chaus) LC

      - Chi: Pardofelis
        - Mèo gấm (Pardofelis marmorata) VU

      - Chi: Prionailurus
        - Mèo báo (Prionailurus bengalensis) LC
        - Mèo cá (Prionailurus viverrinus) VU

    - Phân Họ: Pantherinae (phân họ Báo)
      - Chi: Neofelis
        - Báo gấm Neofelis nebulosa VU

      - Chi: Panthera (chi Báo)
        - Báo hoa mai (Panthera pardus)
          - Báo Đông Dương (Panthera pardus delacouri) NT : Loài báo hoa mai dài từ 1 đến gần 2 mét, cân nặng từ 30 đến 90 kg, là một kẻ săn mồi nguy hiểm đáng sợ[1].

        - Hổ (Panthera tigris)
          - Hổ Đông Dương (Panthera tigris corbetti) EN

  - Họ: Viverridae (Cầy)
    - Phân Họ: Paradoxurinae
      - Chi: Arctictis
        - Cầy mực (Arctictis binturong) LR/lc

      - Chi: Arctogalidia
        - Cầy tai trắng (Arctogalidia trivirgata) LR/lc

      - Chi: Paguma
        - Cầy vòi mốc (Paguma larvata) LR/lc

      - Chi: Paradoxurus
        - Cầy vòi hương (Paradoxurus hermaphroditus) LR/lc

    - Phân Họ: Hemigalinae
      - Chi: Chrotogale
        - Cầy vằn bắc hay còn gọi là lửng chóc (Chrotogale owstoni) VU

      - Chi: Cynogale
        - Cầy rái cá (Cynogale bennettii) EN

    - Phân Họ: Prionodontinae (Cầy linsang) 
      - Chi: Prionodon
        - Cầy gấm (Prionodon pardicolor) LR/lc

    - Phân Họ: Viverrinae
      - Chi: Viverra (chi cầy)
        - Cầy giông sọc (Viverra megaspila) LR/lc
        - Cầy giông (Viverra zibetha) LR/lc

      - Chi: Viverricula
        - Cầy hương (Viverricula indica) LR/lc

  - Họ: Herpestidae (Cầy lỏn hay cầy mănggut)
    - Chi: Herpestes
      - Cầy lỏn (Herpestes javanicus) LR/lc
      - Cầy móc cua (Herpestes urva) LR/lc
- Phân Bộ: Caniformia (thú dạng chó)
  - Họ: Canidae (Họ nhà chó gồm các loài chó và cáo)
    - Chi: Vulpes (chi cáo)
      - Cáo đỏ (Vulpes vulpes) LC

    - Chi: Nyctereutes
      - Lửng chó Nyctereutes procyonoides LC

    - Chi: Canis (chi chó)
      - Chó rừng lông vàng (Canis aureus)
        - Sói rừng (Canis aureus cruesemanni) LC

    - Chi: Cuon
      - Sói đỏ (Cuon alpinus alpinus) EN

  - Họ: Ursidae (họ gấu)
    - Chi: Ursus
      - Gấu ngựa (Ursus thibetanus) VU

    - Chi: Helarctos
      - Gấu chó (Helarctos malayanus) DD

  - Họ: Mustelidae (họ chồn)
    - Chi: Mustela
      - Triết bụng vàng (Mustela kathiah) LR/lc
      - Triết Siberia (Mustela sibirica) LR/lc
      - Triết chỉ lưng (Mustela strigidorsa) VU

    - Chi: Martes (chồn Mác-tét)
      - Chồn họng vàng (Martes flavigula) LR/lc

    - Chi: Arctonyx
      - Lửng lợn (Arctonyx collaris) LR/lc
        - Lửng lợn Đông Dương (Arctonyx collaris dictator)

    - Chi: Melogale
      - Chồn bạc má bắc (Melogale moschata) LR/lc
      - Chồn bạc má nam (Melogale personata) LR/lc

    - Chi: Lutra
      - Rái cá thường (Lutra lutra) NT
      - Rái cá mũi lông (Lutra sumatrana) DD

    - Chi: Lutrogale
      - Rái cá lông mượt (Lutrogale perspicillata) VU
        - Rái cá họng trắng (Lutrogale perspicillata perspicillata)

    - Chi: Aonyx
      - Aonyx cinereus NT

## Bộ:Perissodactyla(Bộ guốc lẻ)
- Họ: Tapiridae (Heo vòi)
  - Chi: Tapirus
    - Lợn vòi (Tapirus indicus) VU
- Họ: Rhinocerotidae (Họ hàng nhà Tê giác)
  - Chi: Rhinoceros
    - Tê giác một sừng (Rhinoceros sondaicus)
      - Tê giác một sừng Việt Nam (Rhinoceros sondaicus annamiticus) EX (tuyệt chủng năm 2010)

  - Chi: Dicerorhinus
    - Tê giác Sumatra (Dicerorhinus sumatrensis lasiotis) EX (tuyệt chủng năm 1992)

  - Chi: Epiaceratherium
    - Tê giác Na Dương (Epiaceratherium naduongense) Hóa thạch

## Bộ:Artiodactyla(Bộ guốc chẵn)
- Họ: Suidae (Họ nhà lợn)
  - Phân họ: Suinae (Phân họ lợn)
    - Chi: Sus (Chi lợn)
      - Lợn rừng Đông Dương (Sus bucculentus) DD
      - Lợn rừng (Sus scrofa) LR/lc
        - Lợn rừng Việt Nam (Sus scrofa moupinensis) hay Lợn rừng Bắc Trung Hoa
- Họ: Tragulidae (Họ cheo cheo)
  - Chi: Tragulus
    - Cheo cheo Nam Dương (Tragulus kanchil) hay còn gọi là hươu chuột lùn, hươu siêu nhỏ
    - Cheo cheo Việt Nam (Tragulus versicolor)
- Họ: Moschidae (Họ hươu xạ)
  - Chi: Moschus
    - Hươu xạ lùn (Moschus berezovskii) LR/nt
      - Hươu xạ Cao Bằng (Moschus berezovskii caobangis)
- Họ: Cervidae (Họ hươu nai)
  - Phân Họ: Cervinae (Hươu Cựu thế giới)
    - Chi: Cervus
      - Hươu sao (Cervus nippon) LR/lc
        - Hươu sao Việt Nam (Cervus nippon pseudaxis)

      - Nai (Cervus unicolor) LR/lc
        - Nai đen (Cervus unicolor equinus)
        - Nai đầu đinh (Quang khem) phát hiện ở Vụ Quang nhưng chưa được thẩm định

    - Chi Panolia
      - Nai cà tông (Cervus eldii) VU
        - Nai cà tông Xiêm (Panolia eldi siamensis)

    - Chi: Hyelaphus (Hươu vàng hay nai vàng)
      - Nai vàng Đông Dương (Hyelaphus annamiticus)

  - Phân Họ: Muntiacinae (Mang, hoẵng, mễnh)
    - Chi: Muntiacus
      - Mang Fea (Muntiacus feae) DD
      - Mang Ấn Độ hay Mang đỏ (Muntiacus muntjak) LR/lc
        - Hoẵng Nam Bộ (Muntiacus muntjak annamensis)

      - Mang Trường Sơn (Muntiacus truongsonensis) DD
      - Mang Vũ Quang hay mang lớn Muntiacus vuquangensis DD
      - Mang Pù Hoạt (Muntiacus puhoatensis)
- Họ: Bovidae (Họ trâu bò)
  - Phân Họ: Bovinae (Phân họ trâu bò)
    - Chi: Bos (Bò)
      - Bò tót (Bos frontalis) VU
        - Bò tót Đông Dương (Bos gaurus laosiensis)

      - Bò banteng hay còn gọi là bò rừng (Bos javanicus) EN
      - Bò xám hay bò Kouprey (Bos sauveli) CR

    - Chi: Pseudonovibos (Bò sừng xoắn)
      - Bò sừng xoắn (Pseudonovibos spiralis) EN

    - Chi: Pseudoryx
      - Sao la (Pseudoryx nghetinhensis) CR

  - Phân Họ: Caprinae (Phân họ dê cừu)
    - Chi: Nemorhaedus (Chi ban linh)
      - Sơn dương đại lục hay sơn dương Sumatra (Nemorhaedus sumatraensis) VU

    - Chi: Capricornis (Chi tì linh)
      - Sơn dương lục địa (Capricornis milneedwardsii)
        - Sơn dương Đông Dương (Capricornis milneedwardsii maritimus) hay còn gọi là sơn dương, linh dương